# 구세계

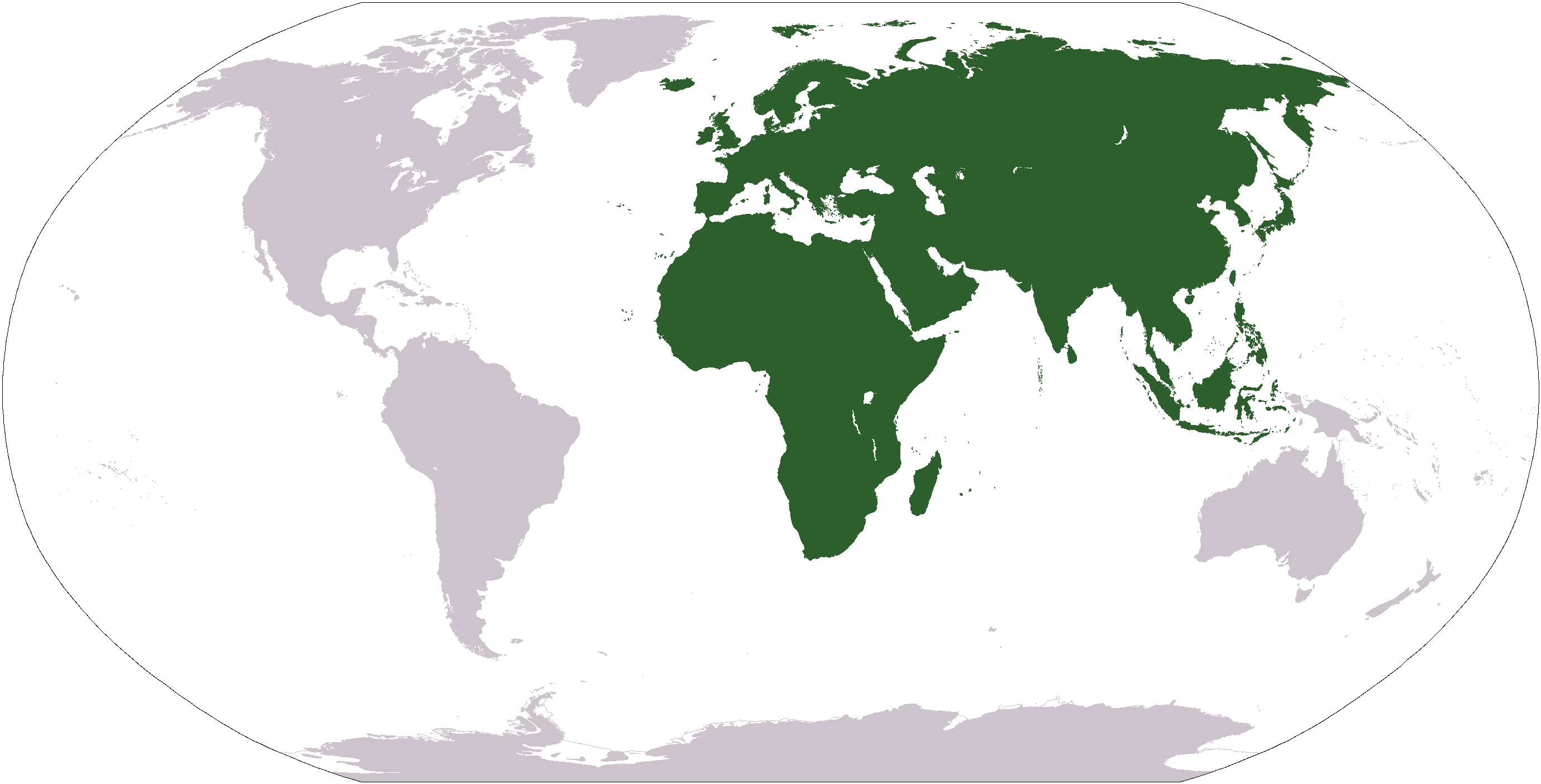
구세계

구세계(舊世界) 혹은 구대륙(舊大陸)은 15세기까지 유럽, 아시아, 아프리카 사람들에게 알려졌던 지역을 말한다.
아시아, 유럽, 아프리카(합쳐서 아프로·유라시아)와 주변의 섬을 포함한다. 아메리카와 오스트랄라시아를 포함하는 신세계(신대륙)에 대비해서 쓰인다.
지리적으로는 수에즈 운하를 경계로 유라시아와 아프리카로 나뉘지만, 문화·역사적으로는 유라시아·북아프리카와 사하라 이남 아프리카로 나뉜다.

## 같이 보기
- 동반구
- 서반구
- 아프로·유라시아
- 유럽 중심주의
- 신대륙
- 대항해 시대